# Maulia picticornis
Maulia picticornis là một loài bọ cánh cứng trong họ Cerambycidae.